# 小行星5960
小行星5960（英語：5960 Wakkanai）是一颗围绕太阳公转的小行星。1989年10月21日，M. Mukai、M. Takeishi在鹿儿岛市发现了此天体。
这颗小行星的绝对星等为330.737964481023等。